# Sousoší přeštických černostrakatých prasat
Sousoší přeštických černostrakatých prasat bylo vytvořeno v roce 1957 u příležitosti zemědělské výstavy, na které bylo poprvé prezentováno vyšlechtěné plemeno přeštické černostrakaté prase. Stojí před bývalou budovou jednotného zemědělského družstva v Přešticích v Plzeňském kraji, okrese Plzeň-jih. Jeho autorem byl keramik Jaroslav Podmol.

## Historie
Sousoší vytvořil sochař a keramik Jaroslav Podmol (1924–1995). Vzniklo v roce 1957 pro zemědělskou výstavu „Plzeňsko – budování socialismu“, kde byla poprvé předvedena expozice přeštických černostrakatých prasat, která byla vyšlechtěna právě v Přešticích.
Původním záměrem pro umístění sousoší po ukončení výstavy bylo náměstí. Zde mělo být zakomponováno do nové fontány, která měla nahradit původní kašnu se sochou svatého Václava, což bylo ale zamítnuto orgány památkové péče. Pak krátce stálo před radnicí, pro posměch lidí však bylo přemístěno do rohu náměstí. V letech 1970–1975 byly postaveny kanceláře JZD na Pohořku a sousoší bylo umístěno před tuto budovu.
Při nástupu pandemie covidu-19 v Česku v březnu 2020 dostala prasata od místní ženy velké roušky.

## Popis
Stojí u hlavní silnice z Přeštic do Klatov před budovou Hlávkova č. 33. Je ojedinělé nejen svým motivem, ale i technikou výroby. Bylo zhotoveno z keramické hlíny, která je vypalovaná a glazovaná. Dílo není signováno. Autor jej údajně nesignoval z důvodu proporcí soch, které neodpovídaly předobrazu. Výška sousoší je 75 cm, šířka i hloubka 120 cm. Sochy mají popraskané nohy, některé praskliny byly opravovány.
Přeštické černostrakaté prase je místními nazýváno přeštík a jeho sousoší se stalo jedním ze symbolů města.